# Gennes-sur-Glaize
Gennes-sur-Glaize è un comune francese di 1 007 abitanti situato nel dipartimento della Mayenne nella regione dei Paesi della Loira.

## Società

### Evoluzione demografica
Abitanti censiti